# 斯通科维奇·安娜
斯通科维奇·安娜（匈牙利語：Sztankovics Anna，1996年1月10日—）生于布达佩斯，是一名匈牙利女子游泳运动员，主攻蛙泳。她在四岁时受父母影响开始接触游泳，妹妹Dóra同样也是游泳选手。她在2017年8月加入Miskolc VSI俱乐部，在此之前她曾先后代表过Jövő SC和Újpest TE。